# Neosho Falls (Kansas)
Neosho Falls – miasto w Stanach Zjednoczonych, w stanie Kansas, w hrabstwie Woodson.